# Tsumcorit
Tsumcorit ist ein selten vorkommendes Mineral aus der Mineralklasse der „Phosphate, Arsenate und Vanadate“. Er kristallisiert im monoklinen Kristallsystem mit der chemischen Zusammensetzung Pb(Zn,Fe3+)2(AsO4)2(OH,H2O)2 und ist damit chemisch gesehen ein wasserhaltiges Blei-Zink-Eisen-Arsenat mit einem variablen Anteil an zusätzlichen Hydroxidionen.
Tsumcorit entwickelt prismatische, nach der b-Achse [010] gestreckte, keilförmige Kristalle bis 6 mm Größe, die typischerweise zu radialstrahligen Kügelchen und subparallelen Bündeln zusammentreten. Daneben bildet er auch federartige, knollige, krustige, erdige oder pulverige Aggregate.
Die Typlokalität des Minerals ist die Tsumeb Mine in Namibia, wo es in Hohlräumen einer Hornstein-Dolomit-Brekzie zusammen mit Beudantit, Anglesit und Mimetesit sowie Karminit, Arseniosiderit, Pharmakosiderit, Beaverit und Skorodit auftrat.

## Etymologie und Geschichte

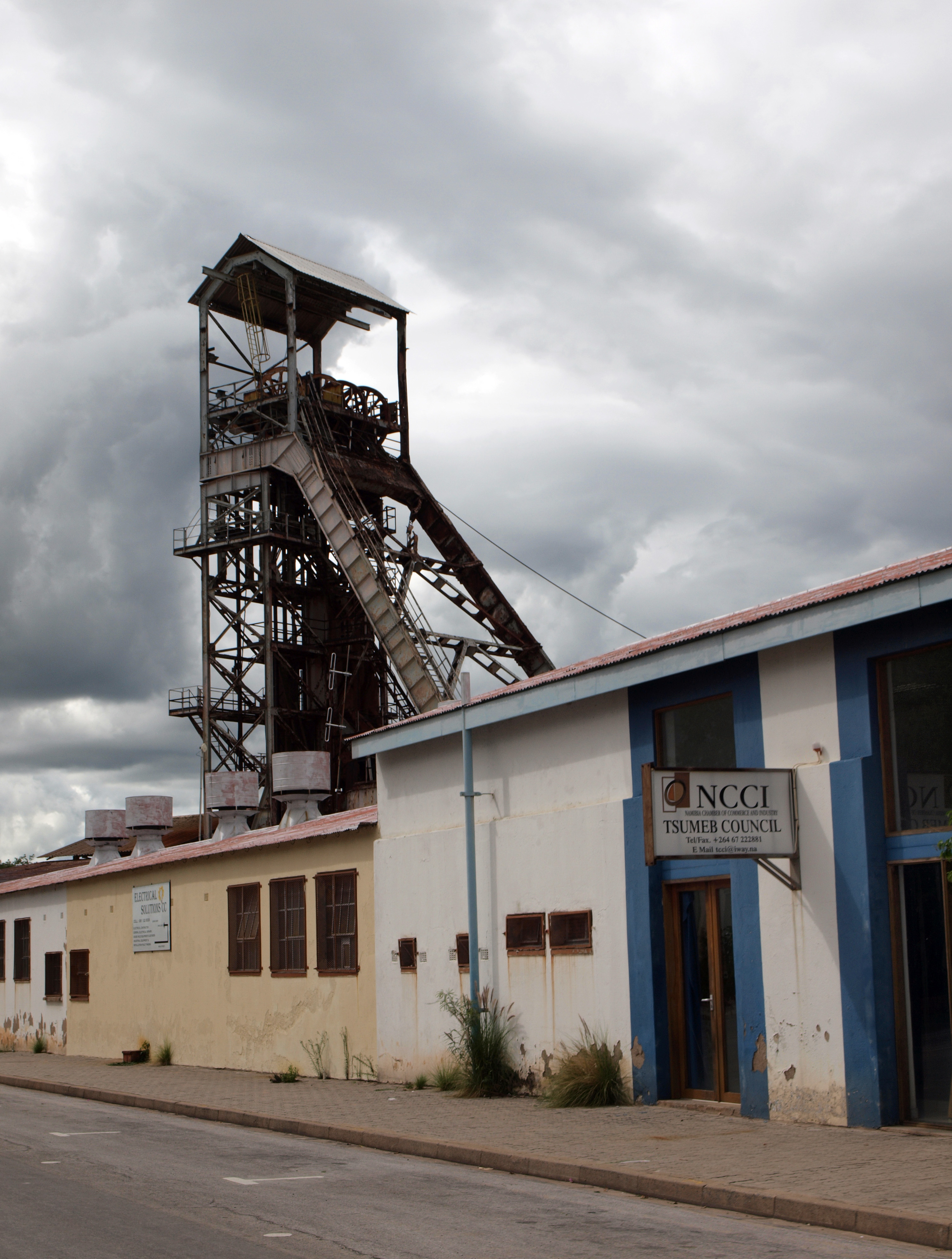
Tsumcorit wurde nach der Tsumeb Corporation benannt, deren Wahrzeichen der De-Wet-Schacht ist

Als Entdecker des Tsumcorits gilt Bruno H. Geier (1902–1987), der ehemalige Chefmineraloge der Tsumeb Corporation. Beim Auffahren der 30. Sohle in der Tsumeb Mine wurde in der von der Oxidation besonders stark betroffenen östlichen Randzone des Erzschlauchs im Abbau „49 Ost“ ein kavernöser Lagerstättenteil mit einer für Tsumeb bis dahin nicht beobachteter Mineralgemeinschaft angefahren.
Das unbekannte Mineral war im Jahre 1964 erstmals in einem Monatsbericht des Forschungslaboratoriums der Tsumeb Corporation Limited erwähnt und aufgrund einer routinemäßigen qualitativen Analyse im chemischen Laboratorium der Gesellschaft zunächst für zinkhaltigen Karminit angesehen worden. Weitere, im Mineralogischen Institut der Universität Karlsruhe durchgeführte Untersuchungen führten zu dem Ergebnis, dass es sich um eine bisher unbekannte Mineralart handelt, welche 1969 von der International Mineralogical Association (IMA) unter der Nummer „IMA 1969-047“ anerkannt und 1971 von einem deutschen Forscherteam mit Bruno Geier, K. Kautz und G. Müller im deutschen Wissenschaftsmagazin „Neues Jahrbuch für Mineralogie, Monatshefte“ als Tsumcorit beschrieben wurde.
Benannt wurde das Mineral nach der Tsumeb Corporation Limited in Anerkennung ihrer jahrelangen, intensiven Bemühungen um die spezielle Erforschung der Mineralogie der Erzlagerstätte von Tsumeb.
Ein Aufbewahrungsort für das Typmaterial von Tsumcorit ist nicht dokumentiert.
Die Geschichte des Tsumcorits begann allerdings schon fast 40 Jahre früher, als der legendäre Münchner Mineralienhändler Wilhelm Maucher 1929 eine Stufe mit dem Mineral „Sideronatrit“ aus Tsumeb an das damalige British Museum of Natural History in London (heute Natural History Museum) vermittelte. Diese Stufe aus dem British Museum (Probe Nr. BM 1929,93) stellte deren Kustos Peter G. Embrey dem Mineralogischen Institut der Universität Karlsruhe 1969 für vergleichende Untersuchungen zur Verfügung. Sie erwies sich ebenfalls als Tsumcorit. Da die Stufe von Maucher bereits 1925 erworben wurde, muss sie aus der „Ersten Oxidationszone“ (dem Eisernen Hut) der Lagerstätte Tsumeb stammen. Im Jahre 1961 wurde bei der Vorstellung des Mineralbestandes der Grube „Michael“ im Weiler bei Lahr/Schwarzwald ein „Blei-Zink-Arsenat (Formel unbekannt)“ beschrieben, welches sich Jahre später ebenfalls als Tsumcorit herausstellte.

## Klassifikation
Die aktuelle Klassifikation der International Mineralogical Association (IMA) zählt den Tsumcorit zur Tsumcoritgruppe mit der allgemeinen Formel Me(1)Me(2)2(XO4)2(OH,H2O)2, in der Me(1), Me(2) und X unterschiedliche Positionen in der Struktur der Minerale der Tsumcoritgruppe mit Me(1) = Pb2+, Ca2+, Na+, K+ und Bi3+; Me(2) = Fe3+, Mn3+, Cu2+, Zn2+, Co2+, Ni2+, Mg2+ und Al3+ und X = As5+, P5+, V5+ und S6+ repräsentieren. Zur Tsumcoritgruppe gehören neben Tsumcorit noch Cabalzarit, Cobaltlotharmeyerit, Cobalttsumcorit, Ferrilotharmeyerit, Gartrellit, Helmutwinklerit, Kaliochalcit, Krettnichit, Lotharmeyerit, Lukrahnit, Manganlotharmeyerit, Mawbyit, Mounanait, Natrochalcit, Nickellotharmeyerit, Nickelschneebergit, Nickeltsumcorit, Phosphogartrellit, Rappoldit, Schneebergit, Thometzekit, Yancowinnait und Zinkgartrellit.
In der seit 1977 veralteten 8. Auflage der Mineralsystematik nach Strunz ist der Tsumcorit noch nicht verzeichnet.
Im zuletzt 2018 überarbeiteten und aktualisierten Lapis-Mineralienverzeichnis nach Stefan Weiß, das sich im Aufbau noch nach dieser alten Form der Systematik von Karl Hugo Strunz richtet, erhielt das Mineral die System- und Mineral-Nr. VII/C.31-050. In der Lapis-Systematik entspricht dies der Klasse der „Phosphate, Arsenate und Vanadate“ und dort der Abteilung „Wasserhaltige Phosphate, ohne fremde Anionen“, wo Tsumcorit zusammen mit Cabalzarit, Cobaltlotharmeyerit, Cobalttsumcorit, Ferrilotharmeyerit, Gartrellit, Helmutwinklerit, Krettnichit, Lotharmeyerit, Lukrahnit, Manganlotharmeyerit, Mawbyit, Mounanait, Nickellotharmeyerit, Nickelschneebergit, Nickeltsumcorit, Phosphogartrellit, Rappoldit, Schneebergit, Thometzekit, Yancowinnait und Zinkgartrellit die „Tsumcorit-Gartrellit-Gruppe“ mit der Systemnummer VII/C.31 bildet.
Die von der International Mineralogical Association (IMA) zuletzt 2009 aktualisierte 9. Auflage der Strunz’schen Mineralsystematik ordnet den Tsumcorit ebenfalls in die Abteilung der „Phosphate usw. ohne zusätzliche Anionen; mit H2O“ ein. Diese ist allerdings weiter unterteilt nach der relativen Größe der beteiligten Kationen und dem Stoffmengenverhältnis vom Phosphat-, Arsenat- bzw. Vanadatkomplex zum Kristallwassergehalt, so dass das Mineral entsprechend seiner Zusammensetzung in der Unterabteilung „Mit großen und mittelgroßen Kationen; RO4 : H2O = 1 : 1“ zu finden ist, wo es als alleiniger Namensgeber die „Tsumcoritgruppe“ mit der Systemnummer 8.CG.15 und den weiteren Mitgliedern Cabalzarit, Cobaltlotharmeyerit, Cobalttsumcorit, Ferrilotharmeyerit, Krettnichit, Lotharmeyerit (Rd), Manganlotharmeyerit, Mawbyit, Mounanait, Nickellotharmeyerit, Nickelschneebergit, Schneebergit und Thometzekit bildet.
In der vorwiegend im englischen Sprachraum gebräuchlichen Systematik der Minerale nach Dana hat Tsumcorit die System- und Mineralnummer 40.02.09.01. Dies entspricht ebenfalls der Klasse der „Phosphate, Arsenate und Vanadate“ und dort der Abteilung „Wasserhaltige Phosphate etc.“, wo das Mineral zusammen mit Cobalttsumcorit, Helmutwinklerit, Mawbyit, Nickelschneebergit, Rappoldit, Schneebergit und Thometzekit in einer unbenannte Gruppe/„Helmutwinklerit-Untergruppe“ mit der Systemnummer 40.02.09 innerhalb der Unterabteilung „Wasserhaltige Phosphate etc., mit A2+(B2+)2(XO4) × x(H2O)“ zu finden ist.

## Chemismus
Mikrosondenanalysen an Tsumcorit ergaben Mittelwerte von 33,39 % PbO; <0,1 % CaO; 10,62 % Fe2O3; < 0,1 % Al2O3; 14,97 % ZnO; 0,15 % CuO; 36,20 % As2O5; < 0,1 % P2O5; < 0,1 % V2O5; < 0,1 % SO3 sowie 4,44 % H2O (theoretischer Gehalt). Daraus errechnete sich auf der Basis von 10 Sauerstoffatomen die empirische Formel Pb0,95(Zn1,17Fe0,85)Σ=2,01(AsO4)2,01[(OH)0,70(H2O)1,17]Σ=1,87, die zu Pb(Zn,Fe)(AsO4)2(OH,H2O)2 vereinfacht wurde.
Tsumcorit ist das namengebende Mineral der Tsumcoritgruppe. Die generelle Formel für die Tsumcoritgruppe ist Me(1)Me(2)2(XO4)2(OH,H2O)2 mit Me(1) = Pb, Ca, Na und Bi; Me(2) = Fe, Mn, Cu, Zn, Co, Ni und Al sowie X = P, As, V und S. Mischkristallbildung findet hauptsächlich auf der Me(2)-Position, weniger häufig dagegen auf der X- und Me(1)-Position statt. Tsumcorit stellt das zinkdominante Analogon zum Fe3+-dominierten Mawbyit, zum cobaltdominierten Cobalttsumcorit sowie zum nickeldominierten Nickeltsumcorit dar. Tsumcorit bildet eine Mischkristallreihe mit Mawbyit gemäß den folgenden Strukturformeln:
Tsumcorit: Pb(Zn2−xFe3+x)(AsO4)2(OH)x(H2O)2−x mit x ≤ 1 und
Mawbyit: Pb(Fe3+xZn2−x)(AsO4)2(OH)x(H2O)2−x mit x > 1.
Zahllose Analysen ergaben für Tsumcorit sensu stricto ein Maximum um Zn1,20Fe0,80 mit einem lückenlosen Bereich von Zn1,60Fe0,40 bis Zn1,05Fe0,95, was 0,40 ≤ x ≤ 0,95 entspricht. Die Mischkristallbildung unter Einbeziehung des zweiwertigen Zn2+-Ions und des dreiwertigen Fe3+-Ions führt zu einer Variation im Zn2+:Fe3+-Verhältnis, wobei die Ladungsbilanz durch Anpassung des OH:H2O-Verhältnisses eingestellt wird. Ein Zn2+:Fe3+-Verhältnis von 1:1 würde für die Ladungsbilanz genau eine (OH)−-Gruppe und ein H2O-Molekül erfordern. Bei diesem heterovalenten Austausch handelt es sich demnach um eine gekoppelte Substitution unter Einbeziehung von OH/H2O-Gruppen: [Zn2+(H2O)]2+ ↔ [Fe3+(OH)−]2+.

## Kristallstruktur
Tsumcorit kristallisiert im monoklinen Kristallsystem in der Raumgruppe C2/m (Raumgruppen-Nr. 12) mit den Gitterparametern a = 9,117–9,163 Å; b = 6,321–6,347 Å; c = 7,577–7,611 Å und β = 115,07–115,45° sowie zwei Formeleinheiten pro Elementarzelle.
Die Kristallstruktur des Tsumcorits besteht aus (Zn,Fe)O6-Koordinationsoktaedern, die über gemeinsame Kanten zu Ketten parallel [010] verknüpft sind. AsO4-Tetraeder mit gemeinsamen Ecken verbinden diese Ketten, wodurch parallel zur a-b-Fläche liegende Schichten der Zusammensetzung [(Zn,Fe)(OH,OH2AsO4]− entstehen. Die Schichten werden durch Wasserstoffbrückenbindungen und durch Pb[6+2]-Atome verbunden, die spezifische Positionen mit der Symmetrie 1 zwischen diesen Schichten einnehmen. Es existieren sechs kurze Pb-O-Bindungen und zwei schwächere Bindungen. Die Me(2)-Position ist oktaedrisch koordiniert; Eisen- und Zinkatome ersetzen hier einander mit einer mittleren (Zn,Fe)-O-Distanz im (Zn,Fe)(OH,OH2)O4-Koordinationsoktaeder von 2,065 Å. Kristallchemische und analytische Hinweise legen nahe, dass das Eisen im Tsumcorit dreiwertig (Fe3+) ist.
Tsumcorit ist isotyp (isostrukturell) zu jenen monoklinen Mineralen der Tsumcoritgruppe, die in der Raumgruppe C2/m (Raumgruppen-Nr. 12) kristallisieren. Dazu zählen neben Cabalzarit, Cobaltlotharmeyerit, Cobalttsumcorit, Ferrilotharmeyerit, Krettnichit, Lotharmeyerit, Manganlotharmeyerit, Mawbyit, Mounanait, Nickellotharmeyerit, Nickelschneebergit, Nickeltsumcorit, Schneebergit und Thometzekit auch Natrochalcit und Kaliochalcit.

## Eigenschaften

### Morphologie

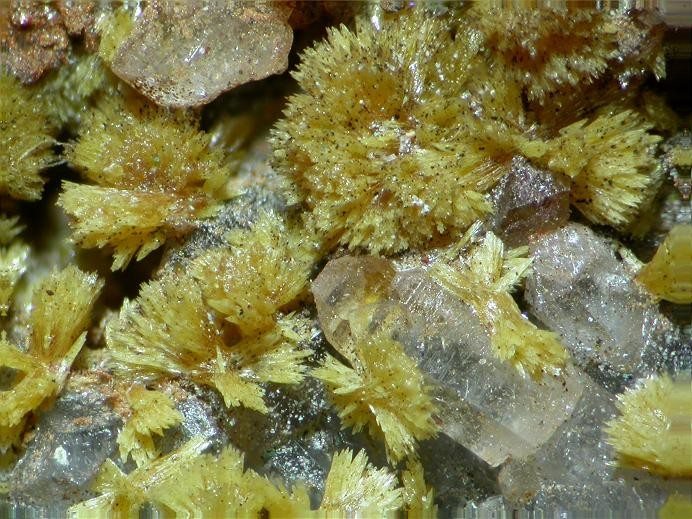
Gelbe Tsumcorit-Kristalle aus der Tsumeb Mine in Namibia in garbenförmigen bis radialen Aggregaten (Sichtfeld: 7 mm)

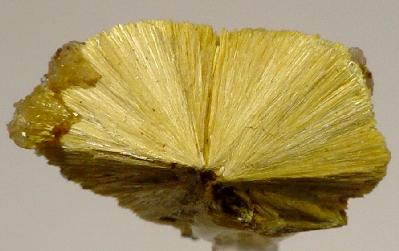
Radialstrahliges Tsumcorit-Aggregat mit bis 6 mm langen Kristallen aus der Tsumeb Mine (Größe: 1,2 cm × 1,2 cm × 0,7 cm)

Tsumcorit bildet prismatische, nach [010] gestreckte, keilförmige Kristalle bis 6 mm Größe, an denen neben der tragenden Form, dem Pinakoid parallel der b-Achse {201}, auch das Prisma {111} als terminierende Form sowie {100}, {010}, {011}, {221} und {401} identifiziert worden sind (vergleiche dazu auch die nebenstehenden Zeichnung). 
Die Kristalle treten typischerweise zu radialstrahligen Kügelchen und subparallelen Bündeln zusammen. Häufiger bildet der Tsumcorit aber federartige, krustige, erdige oder pulverige Aggregate. Ferner werden dicke, bis faustgroße Knollen beschrieben.

Tracht und Habitus von Tsumcorit-Kristallen (gleiche Farben bedeuten gleiche Flächenformen)
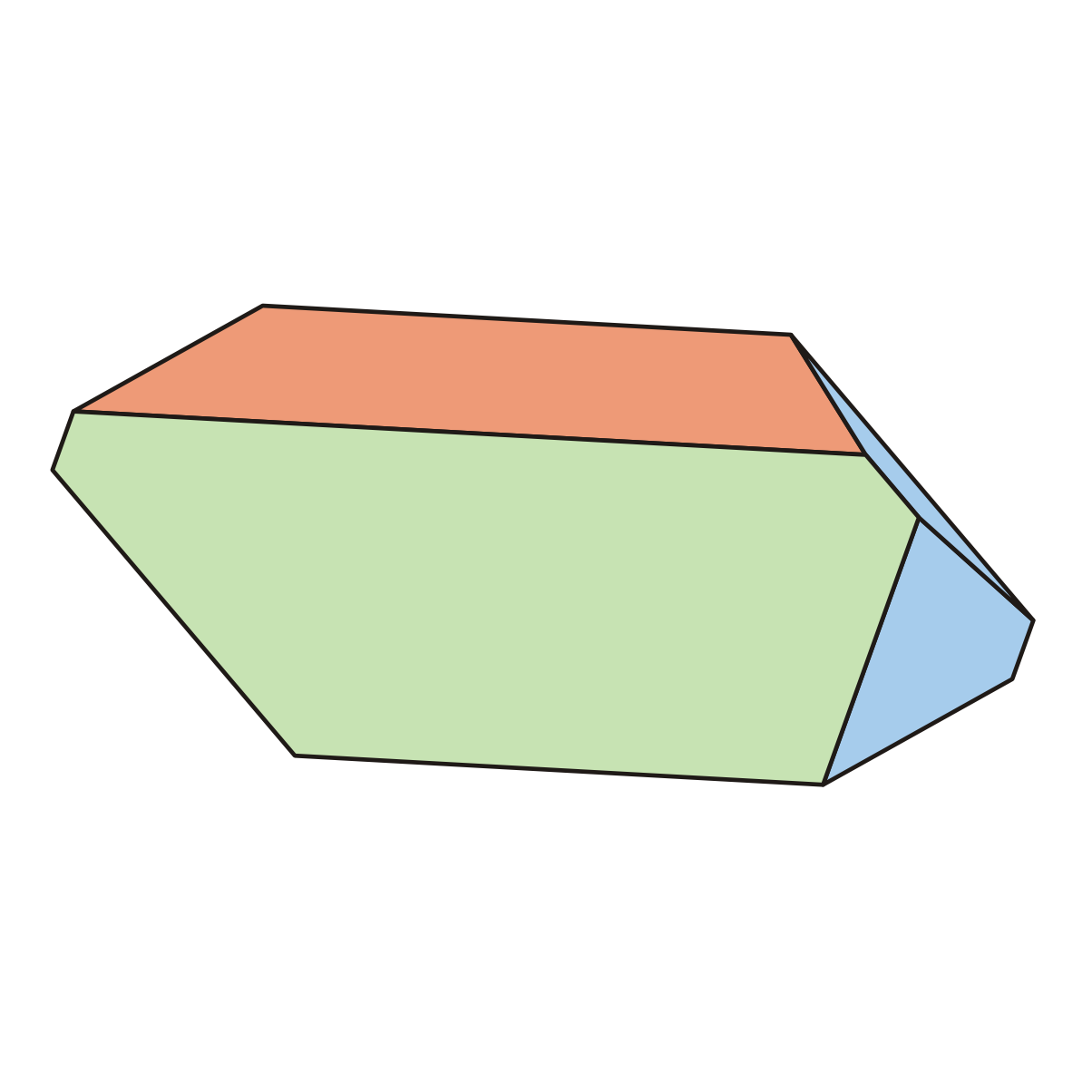
Nach [010] gestreckt, keilförmig, flächenarm
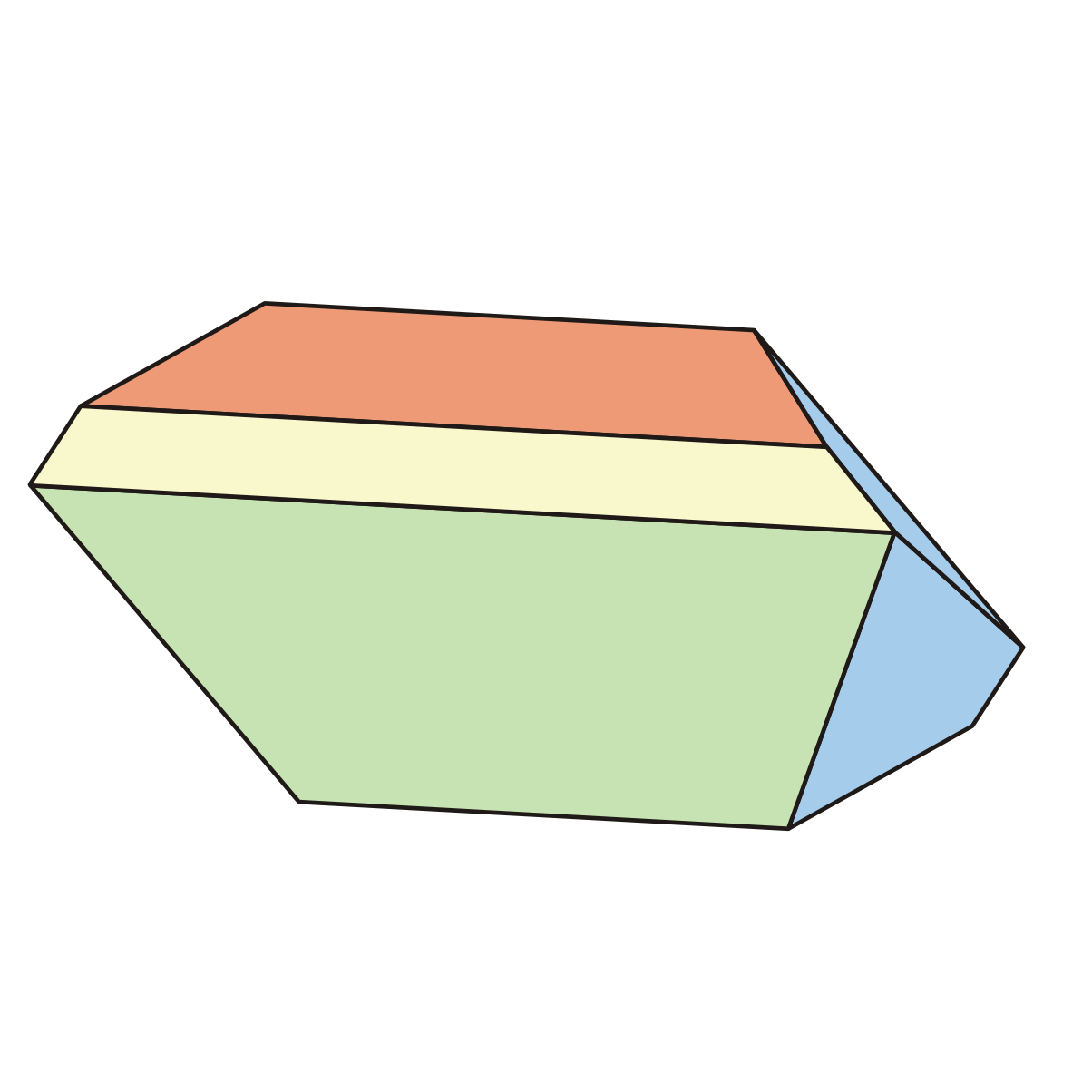
Nach [010] gestreckt, keilförmig, flächenreich
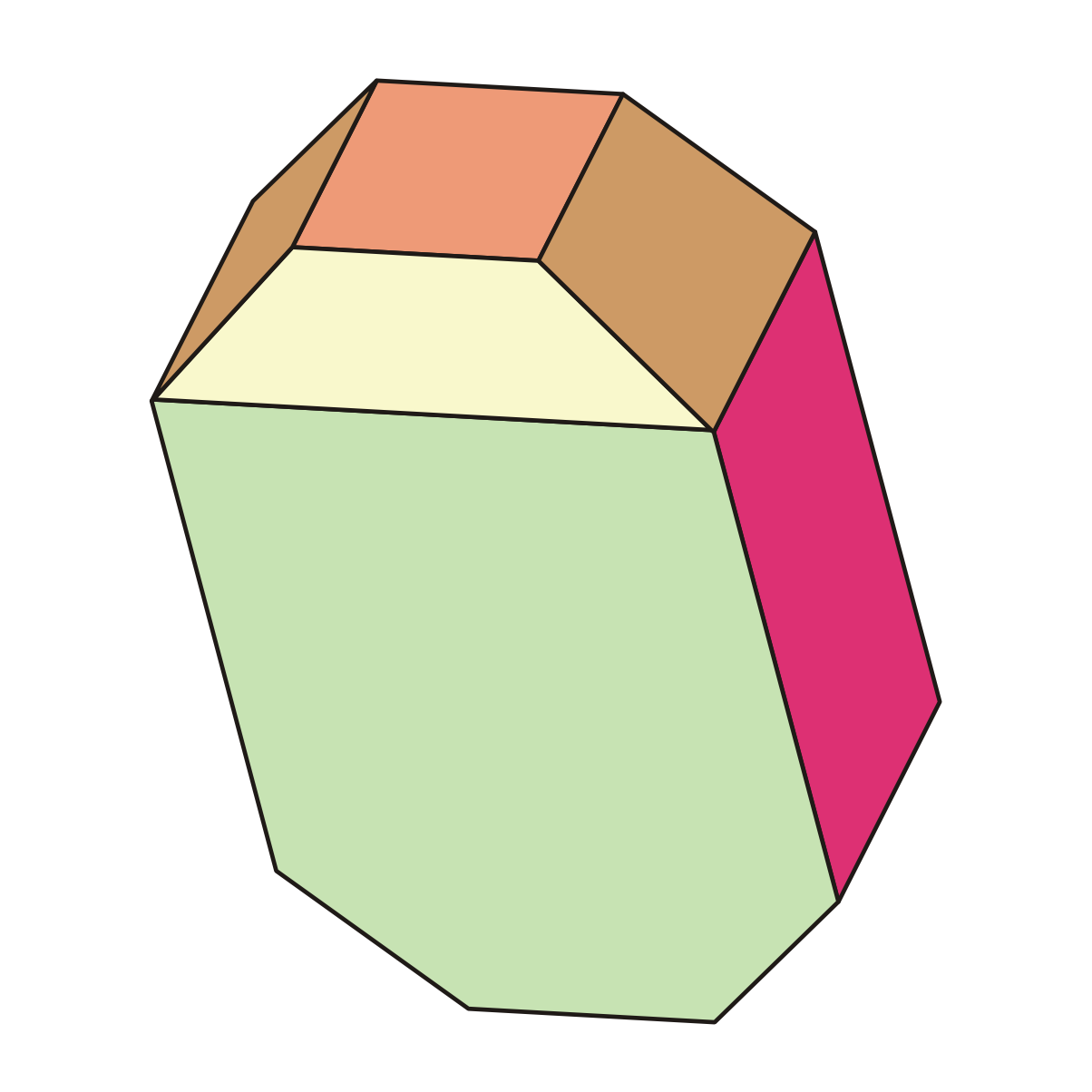
Dicktafelig mit {201} als tragender Form
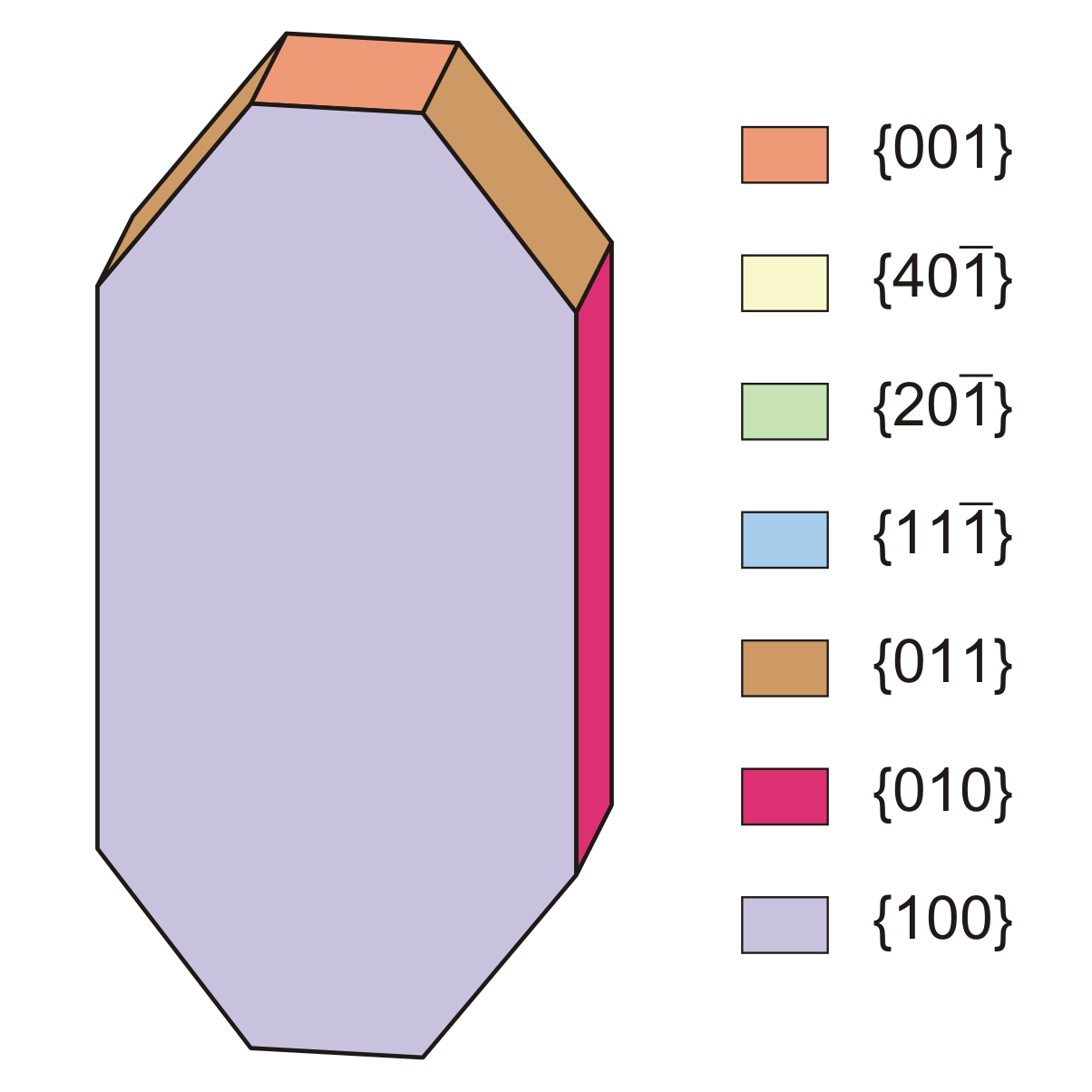
Dünntafelig mit {100} als tragender Form

### Physikalische und chemische Eigenschaften
Die Kristalle des Tsumcorits sind blass bis intensiv gelb, hell zitronengelb, hell bis dunkel gelbbraun oder tief rotbraun, farblos bis gelbbraun oder hellgelb, gelb, orange oder rot. Daneben werden auch graue Aggregate beschrieben. Die unterschiedlichen Färbungen beruhen wahrscheinlich auf einem wechselnden Chemismus und Mischkristallbildungen mit anderen Vertretern der Tsumcoritgruppe.
Die Strichfarbe des Tsumcorits wird mit gelb angegeben, womit Tsumcorit eines der wenigen Minerale mit einem gelben Strich ist (weitere Beispiele sind Auripigment, Realgar, Krokoit, Greenockit oder verschiedene Uranglimmer). Eisenärmere Vertreter zeigen einen weißlichen bis blassgelben Strich. Die Oberflächen der durchscheinenden Kristalle weisen einen glasartigen Glanz auf, was auch in Übereinstimmung mit dem mittleren Wert für die Lichtbrechung (n ≈ 1,90) steht.
Das Mineral besitzt eine gute Spaltbarkeit nach (001), bricht aber ähnlich wie Quarz oder Glas, wobei die Bruchflächen muschelig ausgebildet sind. Angaben zur Tenazität fehlen. Mit einer Mohshärte von 4,5 gehört Tsumcorit zu den mittelharten Mineralen, steht damit zwischen den Referenzmineralen Fluorit (Härte 4) und Apatit (Härte 5) und lässt sich wie diese mehr (Fluorit) oder weniger (Apatit) leicht mit dem Taschenmesser ritzen. Die gemessene Dichte des Minerals beträgt 5,2 g/cm³, seine berechnete Dichte liegt bei 5,39 g/cm³.
Tsumcorit ist löslich in Salzsäure (HCl) und löst sich auch langsam in 1:1 verdünnter Salpetersäure (HNO3).

## Bildung und Fundorte

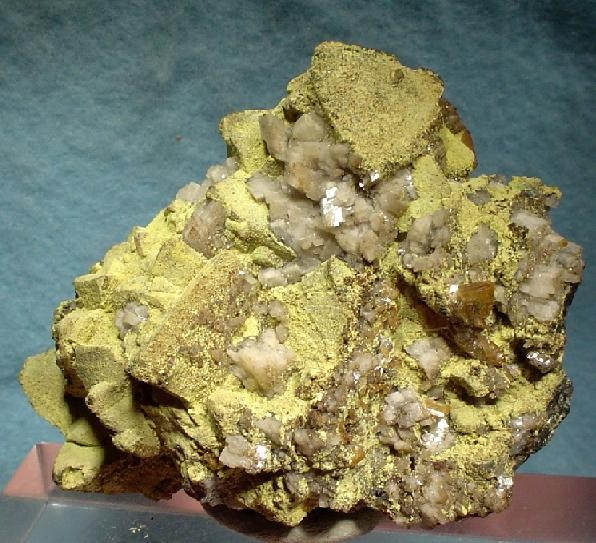
Gelber Tsumcorit auf bis 1,7 cm großen Tennantit-Kristallen in Begleitung von Dolomit und Wulfenit aus der Tsumeb Mine (Größe: 6,5 cm × 5,3 cm × 3,5 cm)

Tsumcorit ist ein typisches Sekundärmineral und entsteht in der Oxidationszone arsenhaltiger hydrothermaler Blei-Zink-Lagerstätten. In der Tsumeb Mine bildete er sich aus blei- und zinkhaltigen Sulfiden wie Galenit und Sphalerit, wobei das Arsen aus der Zersetzung des Arsenfahlerzes Tennantit stammt.
Begleitminerale aus dem Originalfund in der Tsumeb Mine sind Beudantit, Anglesit und Mimetesit sowie Karminit, Arseniosiderit, Pharmakosiderit, Beaverit und Skorodit, an anderen Stellen aber auch Willemit, Smithsonit, Ludlockit, O’Danielit, Zinkroselith, Stranskiit und Leiteit. In der Grube „Michael“ im Weiler bei Lahr sitzt der Tsumcorit in Drusen im Baryt und wird hier von Mimetesit, Goethit („Nadeleisenerz“) und Siderogel begleitet. In der „Beltana Mine“ („Puttapa Mine“), Australien, zählen Adamin, Mimetesit, Smithsonit, Goethit und Quarz zur Paragenese des Tsumcorits.
Als seltene Mineralbildung konnte Tsumcorit bisher (Stand 2016) neben seiner Typlokalität nur von ca. 30 weiteren Fundorten beschrieben werden. Als Typlokalität gilt die weltberühmte, in Dolomitsteinen sitzende, hydrothermale, polymetallische Cu-Pb-Zn-Ag-Ge-Cd-Lagerstätte der „Tsumeb Mine“ (Tsumcorp Mine) in Tsumeb, Region Oshikoto, Namibia, wobei der genaue Fundpunkt für das Material aus der Typpublikation der Abbau „49 Ost“ zwischen der 28. und der 30. Sohle im Bereich der zweiten (unteren) Oxidationszone der Tsumeb Mine ist. Weitere Stufen mit Tsumcorit stammen aus der ersten (oberen) sowie aus der sogenannten dritten Oxidationszone.

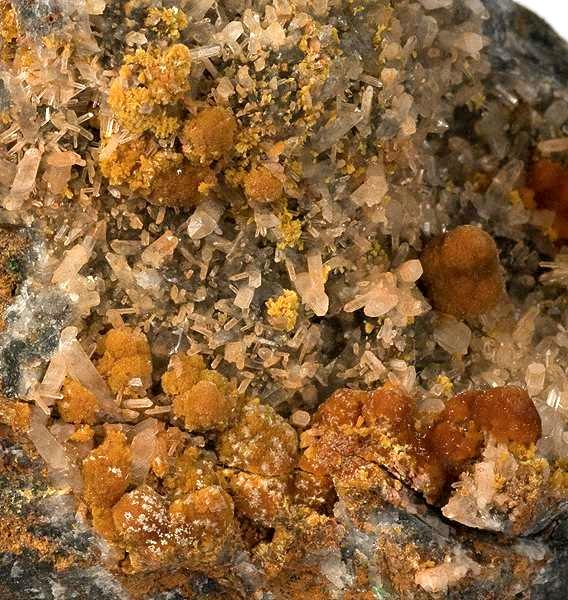
Gelb- und orangebraune, radialstrahlige Tsumcorit-Aggregate auf Quarz aus der Tsumeb Mine (Größe: 6,4 cm × 5,4 cm × 4,4 cm)

Die Tsumeb Mine hat die weltweit wohl besten Tsumcorit-Stufen geliefert. Neben dem Originalfund gehören dazu gelbe Kristalle auf Mimetesit, rotbraune Einzelkristalle auf Quarz und Wulfenit, nahezu durchsichtige, gelborangefarbene Kristalle bis 2 mm Größe sowie die 1984 auf der 30. Sohle gefundenen leuchtendgelben Tsumcorit-Kristalle auf rotbraunen Eisenoxiden. Daneben existieren attraktive Kombinationen mit blassgrünem Willemit, die schönsten, orangebraunen Tsumcorit-Kristalle sind jedoch auf apfelgrünem Smithsonit gefunden worden.
Schließlich wird von dicken bis faustgroßen knolligen Tsumcorit-Aggregaten berichtet, die von außen häufig von einem dünnen Mantel aus weißem nadeligen Aragonit umgeben sind.
Im Jahre 1986 kamen Stufen mit gelblichbraunen, tafeligen, leicht gekrümmten Tsumcorit-Kristallen mit linsenförmigen Umriss auf den Markt, die in lockeren Verwachsungen auf Quarz oder auf leicht zersetzten Tennantit-Kristallen sitzen.

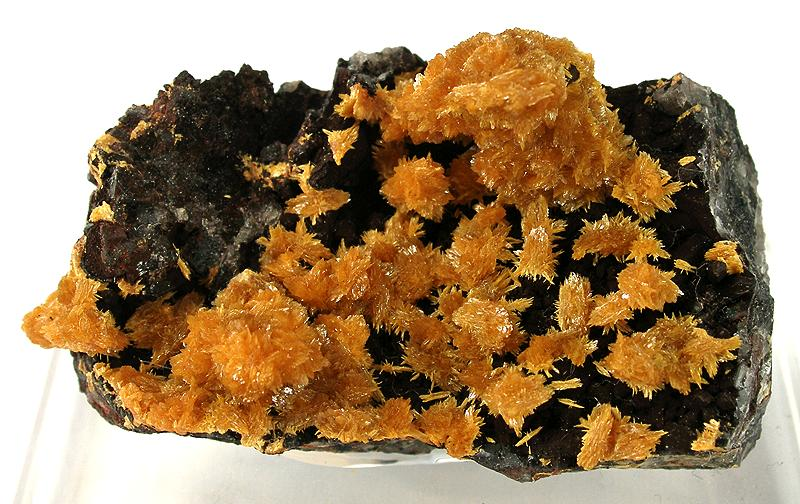
Orangegelbe Tsumcorit-Kristalle auf dunkler Matrix aus einem 1976 gelungenem Fund in der Tsumeb Mine (Größe: 5,2 × 2,9 × 2,2 cm)

In Deutschland kennt man Tsumcorit aus der Grube „Michael“ im Weiler Reichenbach bei Lahr, aus der Grube Silberbrünnle im Haigerachtal bei Gengenbach sowie aus der Grube Clara im Rankach-Tal bei Oberwolfach, alle im Schwarzwald, Baden-Württemberg. Ferner aus dem Revier Bad Ems, Lahntal, Rheinland-Pfalz, vom Hohenstein bei Reichenbach, einem Ortsteil von Lautertal (Odenwald) im hessischen Odenwald, und der Grube „Straßburger Glück“ bei Niederschlag unweit Bärenstein im Erzgebirge, Sachsen.
Fundorte für Tsumcorit in Österreich und der Schweiz sind unbekannt.
In Europa gelangen weitere Funde am „Shaft No. 132“ der „Christiana Mine“ bei Agios Konstantinos (Kamariza) sowie in der „Sounion Mine No. 19“ (Chloridstollen) im Gebiet von Sounion, beide im Lavrion District, Region Attika, Griechenland. Aus der „Christiana Mine“ kamen dabei Tsumcorit-Mawbyit-Mischkristalle unterschiedlicher Zusammensetzung, aber niemals die reinen Endglieder. Leicht sind dabei die gelben bis beigefarbenen Tsumcorite von den deutlich dunkler orange, rot- oder dunkelbraun gefärbten Mawbyiten zu unterscheiden. Ferner aus der Grube „Bakara“ im Balkangebirge (Stara Planina), Oblast Wraza, Bulgarien, von Nagybörzsöny (Deutsch Pilsen) in den Börzsöny-Bergen, Komitat Pest, Ungarn, aus der „Tistoulet Mine“ bei Padern in Département Aude und dem gangartigen Vorkommen „Falgayrolles“ bei Monteils, Département Aveyron, beide Okzitanien, Frankreich und aus der Mina Espuela de San Miguel bei Villanueva de Córdoba unweit Córdoba, Andalusien, Spanien.
In Amerika kennt man Tsumcorit aus der „Mina Ojuela“ bei Mapimí, Municipio de Mapimí, Durango, Mexiko. Weitere Fundpunkte liegen in den Vereinigten Staaten. Dazu gehören die „Silver Coin Mine“ bei Valmy, Iron Point District, Humboldt County, und die „San Rafael Mine“ in den Lodi Hills, Nye County, beide in Nevada, die „Richmond-Sitting Bull Mine“ im Galena District, Lawrence County, South Dakota, und die sämtlich in Utah befindlichen Lokalitäten „Centennial Eureka Mine“ (Blue Rock) bei Eureka und „Mammoth Mine“ bei Mammoth, beide im Tintic District in den East Tintic Mountains, Juab County, sowie das 110(-foot)-Level der „Gold Hill Mine“ bei Gold Hill, Gold Hill District (Clifton District), Deep Creek Mountains und die „Queen of the Hills Mine“ in der Dry Canyon Area im Ophir District, Oquirrh Mountains, beide im Tooele County.
In Australien wurde Tsumcorit im „Kintore Opencut“ der „Broken Hill South Mine“ bei Broken Hill und der „Pinnacles Mine“ im Broken Hill District, beide im Yancowinna County, New South Wales gefunden; ferner in der „Beltana Mine“ (auch „Puttapa Mine“) bei Puttapa, Leigh Creek, Flinders Ranges, South Australia, und der Lagerstätte „Mineral Claim 84 Cu“ (Anticline Prospect), Ashburton Downs Station, Ashburton Shire, Western Australia, alle in Australien.

## Verwendung
Der Tsumcorit ist aufgrund seiner Seltenheit nur für den Mineralsammler von Interesse.